# Sten Hagardt
Sten Anders Olof Hagardt, född den 11 februari 1905 i Torsåkers församling, Gävleborgs län, död den 6 oktober 1975 i Stockholm, var en svensk jurist. Han var son till Anders Hagardt.
Hagardt avlade studentexamen i Djursholm 1923 reservofficersexamen 1925 och juris kandidatexamen vid Stockholms högskola 1930. Efter banktjänstgöring i London 1930–1931 och tingstjänstgöring 1931–1932 var han biträdande jurist i Fylgia 1932–1934, ombudsman i Motormännens riksförbund 1934–1938, ombudsman i Kungliga Automobilklubben 1934–1945 samt generalsekreterare och verkställande direktör där 1945–1964. Hagardt blev ryttmästare i Livregementets till häst reserv 1942. Han blev riddare av Vasaorden 1951. Hagardt vilar i en familjegrav på Danderyds kyrkogård.